# Joan Magrané Figuera
Joan Magrané Figuera (Reus, 1988) és un compositor català i guanyador, entre d'altres, del Premi Reina Sofia de Composició Musical (2013). L'any 2016 ha estat lauréat de l'Académie de France residint a la Villa Medici a Roma i durant l'any 2017 i 2018 és membre de l'Académie de France à Madrid residint a la Casa de Velázquez. Des del 2017 és president de la Federació de Joventuts Musicals de Catalunya

## Biografia
Va iniciar la seva formació musical sota la tutela de Ramon Humet. Posteriorment va estudiar a l'Escola Superior de Música de Catalunya amb Agustí Charles, a la Kunst Universität de Graz amb Beat Furrer i al Conservatoire National Supérieur de Musique et de Danse de París amb Stefano Gervasoni. Mauricio Sotelo i Jesús Torres han influït en el seu desenvolupament artístic, i ha rebut classes magistrals dels compositors Pierre Boulez, Peter Eötvös, George Benjamin, Salvatore Sciarrino, Helmut Lachenmann, Brian Ferneyhough, José María Sánchez-Verdú, Hèctor Parra, Pedro Alcalde i Alberto Posadas.
Les seves obres han estat interpretades arreu d'Europa per conjunts instrumentals i solistes com l'Ensemble Intercontemporain, el Quatuor Diotima, el Quartet Gerhard, la BBC Scottish Symphony Orchestra, l'Orquestra Simfònica de Barcelona i Nacional de Catalunya, l'Orquestra Nacional d'Espanya, l'Orquesta de la RTVE, els Neue Vocalsolisten, els Kebyart, el Trío Arbós, el Barcelona 216, CrossingLines, Funktion i Adriàn Blanco entre d'altres. El seu catàleg inclou música de cambra, per a conjunt instrumental, per a orquestra simfònica i per a instruments solistes. El 2014 va estrenar Dido Reloaded al Teatre Lliure, una òpera de cambra escrita a vuit mans, juntament amb Xavier Bonfill, Raquel García-Tomás i Octavi Rumbau. També amb Raquel García-Tomás ha escrit l'òpera disPLACE, amb llibret d'Helena Tornero i estrenada a Viena el 2015.
Ha estat compositor convidat de La Pedrera (2018/2019), del Palau de la Música Catalana (2019/2020), del Centro Nacional de Difusión Musical (2020/2021) i de L'Auditori de Barcelona (2021/2022).
Algunes de les seves obres estan editades per les Éditions Durand.
El 2019 va estrenar al Festival de Peralada l'òpera Diàlegs de Tirant e Carmesina, amb llibret del dramaturg Marc Rosich, a partir dels textos que ell mateix va elaborar per al muntatge que Calixto Bieito va presentar al Teatre Romea (2008) sobre el Tirant lo Blanc de Joanot Martorell. Els cantants de l'estrena foren Isabella Gaudí, com a Carmesina, Josep-Ramon Olivé, com a Tirant i Anna Alàs i Jové com a Plaerdemavida i Viuda Reposada.
L'octubre de 2021 va estrenar al Théatre du Châtelet de París el monodrama per a recitant i dos grups instrumentals Intérieur (basat en l'obra homònima del dramaturg Maurice Maeterlinck) amb posada en escena de Silvia Costa i Matthias Pintscher dirigint l'Ensemble Intercontemporain.

## Premis
Magrané ha guanyat diversos premis internacionals:
- Premi Injuve, Madrid (2010)
- Tercer premi de la Franz Josef Reinl - Stiftung Competition, Viena (2012)
- Premi dal ministro della Gioventù, Udine (2012)
- Berliner Opernpreis Neuköllner Oper (2013)
- Premi Reina Sofia de Composició Musical (2013) per l'obra ...secreta desolación... L'obra va ser estrenada per l'Orquestra Simfònica de Radiotelevisió Espanyola l'octubre de 2014 al Teatre Monumental de Madrid.

## Obres
- Música d'ensemble (selecció): 
  - Faula (2018)[24]
  - Marines i boscatges (2016)[25]
- Música de cambra (selecció):
  - Chanson & Frottola (2019/20), díptic per quartet de saxòfons[26]
  - Sonatina (2018), per a violí i piano[27]
  - Era (2018), quartet de corda núm. 3[28]
  - Estris de llum (2017), quartet de saxòfons[29]
  - Un triptyque voilé (2014), trio de cordes[30]
  - Alguns cants òrfics (2013), quartet de corda núm. 2[31]
  - Madrigal (2012), quartet de corda núm. 1[31]
- Música per a un instrument sol (selecció):
  - Tombeau (2018), per a violoncel[32]
  - Fantasiestücke 1, 2, 3 & 4 (2018/20), per a piano[33]
  - Dues peces per a piano (2017)[34]
  - Variacions sobre "The last rose of summer" (2016), per a violí[35]
  - Double (swans reflecting elephants) (2015/16), per a piano[36]
- Música per a orquestra (selecció):
  - L'or de l'azur (2022), concert per a violí[37]
  - Meeresstille (2022)[38]
  - Abglanz (2021), per soprano, cor i orquestra[39]
  - Obreda (2020)[40]
  - ...secreta desolación... (2012)[41]
- Música per l'escena (selecció):
  - Intérieur (2020/2021)[42]
  - Diàlegs de Tirant e Carmesina (2018/2019)[43]
- Música vocal (selecció)
  - Miserere mei Deus (2021), a 5 veus[44]
  - L'encís (2019), a 18 veus[45]
  - Missa (2018/2019), 6 veus[46]
  - Oració (2018), 8 veus[47]
  - Fragments d'Ausiàs March (2016), 5 veus i ensemble[48]
  - Swing (2015/16), per a 6 veus i 6 instruments[49]
  - Frammenti da Michelangelo (2013/15), per a baríton, cornetto i ensemble[50]

## Discografia
- 2023
  - Barcarolle oubliée (The Brodsky album, IBS Classical), Musique des lumières, Facundo Agudin.[51]
  - Quartets de corda 1, 2 i 3 (Madrigal, Neu Records), Quatuor Diotima.[52]
- 2022
  - Fantasiestück 3 (Papa Bach), Carles Marigó.[53]
  - Tombeau (Landscapes, Seedmusic), Pau Codina.[54]
- 2021
  - Ofrena (tres poesies de Josep Carner) (Carneriana, Ibs Classical), David Alegret i Rubén Fernández Aguirre.[55]
- 2019:
  - Dues peces per a piano (The butterfly effect, Eudora Records), Noelia Rodiles.[56]
  - Diferencias sobre El canto del caballero (Soledad sonora, Initiale), Jesús Noguera.[57]
  - Tres poesies de Bartomeu Rosselló-Pòrcel (Legacy, Seedmusic), Anna Alàs i Alexander Fleischer.[58]
  - Si en lo mal temps la serena be canta (Cueurs Desolez, Ibs Classical), Carlos Mena i Iñaki Alberdi.[59]
  - Oració (Epistulae ad Sagittarium, Ficta), Ensemble O Vos Omnes, Xavier Pastrana.[60]
  - Caça nocturna (Offertorium, Seedmusic), Barcelona Clarinet Players.[61]
- 2018:
  - Via (Truth, Ibs Classical), Ángel Soria.[62]
  - Via (Made in Barcelona, La mà de Guido), Joan-Martí Frasquier.
- 2013:
  - Visiones (Visiones, Verso), Mario Prisuelos.